# Orlando Smart
Orlando Smart (ur. 19 czerwca 1971) – amerykański koszykarz, występujący na pozycji rozgrywającego.
W 2010 roku zaczęto przyznawać nagrodę jego imienia – Orlando Smart Newcomer of the Year Award.

## Osiągnięcia
NCAA
- 2-krotny laureat Bill Russell Award (MVP zespołu – 1993, 1994)[1]
- Bobby Giron Coaches Award (1992 – największa inspiracja)[1]
- Zaliczony do I składu[1]:
  - All-West Coast (1993, 1994)
  - turnieju WCC (1993)
  - USF Freshman All-Americans (1990 przez Basketball Weekly)
- Wygrany do Galerii Sław Sportu uczelni San Francisco (2001)[1]
- 3-krotny lider konferencji West Coast w asystach (1992–1994)[2]
- Lider konferencji West Coast w przechwytach (1992)[2]

Drużynowe
- Mistrz SBL (1998)[3]
- Zdobywca Pucharu Polski (1997)
- Uczestnik rozgrywek Eurocup (1995)[4]

Indywidualne
- MVP Southwest Basketball League (1997/98)[3]
- Uczestnik meczu gwiazd Polska – Gwiazdy PLK (1997)[5]
- Zaliczony od I składu All-SBL (1998)[3]

Reprezentacja
- Uczestnik Amerykańskiego Festiwalu Olimpijskiego (okręg zachodni – 1991 – 4. miejsce)[6]